# Jernmalm
Jernmalm er en malm (metalholdig bjergart), som udnyttes til fremstilling af jern. De to oprindeligt mest almindeligt forekommende typer af jernmalm er de to jernoxider magnetit (Fe3O4) og hematit (Fe2O3), hvoraf hematit kan indeholde op til 66% jern. Derudover udnyttes jernoxiderne også limonit og siderit. 
På globalt basis har man efterhånden udnyttet hovedparten af disse oxider. Derfor udnyttes nu også andre forekomster af jernmalmer som takonit, der er en mere sammensat form for malm, hvor det er nødvendigt at fjerne ikke-jernholdige komponenter inden den egentlige udvinding af jern.
I Danmark blev der tidligere udvundet lidt jern fra myremalm, men i nyere tid importeres alt jern, der anvendes i Danmark.